# Archivio di Stato di Piacenza
L'Archivio di Stato di Piacenza è collocato, dal 1977 nella sede di Palazzo Farnese a Piacenza.
Dipende dalla Direzione generale per gli archivi, del Ministero dei beni e delle attività culturali e del turismo, è l'archivio generale che — ai sensi del D.P.R. 1409/1963 e del Decreto Legislativo 22 gennaio 2004, n. 42, in materia di "Codice dei beni culturali e del paesaggio" — conserva per versamento obbligatorio gli archivi storici degli uffici statali della provincia di Piacenza e per deposito volontario, custodia temporanea, donazione o acquisto ogni altro archivio o raccolta documentaria di importanza storica. 
L'Archivio di Stato di Piacenza rappresenta in sostanza, un grande archivio pubblico di concentrazione che si uniforma ai criteri essenziali di tutela di un bene del patrimonio culturale nazionale qual è quello archivistico. La protezione in sedi adatte consente di svolgere, agevolmente e in condizioni di sicurezza, le attività di pulizia, di ordinamento e di inventariazione del materiale, per giungere all'esito naturale: la libera consultabilità, la pubblicità che permette la conoscenza ed evita la frantumazione del sapere storico-archivistico. È indispensabile infatti garantire a tutti l'accesso alle fonti documentarie, evitandone sia la dispersione, sia l'occultamento e la tentazione a considerarle riserve personali.

## Storia
Prima dell'Unità qualche Archivio di Stato esisteva già nei diversi stati italiani; nel Ducato di Parma, Piacenza e Guastalla fu istituito a Parma nel 1816 al posto dell'Archivio Segreto già Farnesiano. In precedenza figurava a Piacenza, come a Parma, un Archivio della Camera ducale locale conservato proprio nella cittadella viscontea e dal 1678, un Archivio Pubblico o Notarile. Essi s'accompagnavano e s'intrecciavano con l'Archivio «della comunità» o comunale. L'Archivio di Stato di Piacenza ha una storia relativamente breve e, prima di tutto, riassume in sé, comprendendoli, i due archivi che lo precedettero: l'Archivio della Comunità (poi Comunale) e quello Pubblico (o Notarile). 
Sebbene le leggi culturali del 1939 imponessero la creazione di un Archivio di Stato in ogni provincia, fu istituito come Sezione di Archivio di Stato con decreto del Ministro dell'Interno il 16 ottobre 1954 e dopo una serie di direttori part-time o a scavalco assunse una propria fisionomia con colui che lo guidò per più di trent'anni, dal 1962 al 1995, ossia il piacentino Piero Castignoli, archivista di vaglia e noto medievalista. Nei primi venti anni, prima del trasferimento nel Palazzo Farnese, dovette scontare un'assoluta penuria di spazi, laddove si limitavano ad alcuni locali messi a disposizione dall'Amministrazione Provinciale in un palazzo di sua proprietà in Via della Croce. 
Dall'istituzione della Sezione di Archivio di Stato di Piacenza, poi Archivio di Stato, con D.M. del 18 ottobre 1954, si sono succeduti nella direzione i seguenti archivisti: Andrea Ostoja (1955); Ettore Falconi, noto anche per edizioni diplomatiche (1956-1959); Corrado Pecorella, studioso del notariato (1959-1961); Piero Castignoli, valente medievalista (1961-1995); Gabriele Nori (1995-2000), Gian Paolo Bulla (giugno 2000-2020), Anna Riva da luglio 2020.

## Sede
Dal gennaio 1977, grazie all'allestimento del secondo piano, ha sede presso Palazzo Farnese. Il merito dell'operazione spetta a Piero Castignoli e ad Alberto Spigaroli, già Sindaco di Piacenza, Senatore della Repubblica e Sottosegretario del primo Ministero per i Beni Culturali e Ambientali, dal dicembre 1974 al novembre 1976. Il quadro fu completato nel 1978 quando l'Istituto per i Beni Culturali della Regione Emilia-Romagna, su incarico del Comune, curò il progetto per la destinazione a Museo Civico degli altri due piani fuori terra del palazzo e degli edifici della Cittadella. Palazzo Farnese, oltre ad ospitare l'Archivio di Stato, è la più importante sede espositiva della città di Piacenza.
È in corso di restauro la sede sussidiaria presso il monastero di S. Agostino, pregevole monumento cinquecentesco, forse il più grande monastero piacentino, ex Caserma gen. Cantore, posto al n. 35 dello Stradone Farnese. Il trasferimento alla nuova sede nel Monastero di S. Agostino è stato avviato nel 1998, quando l'esigenza di mettere completamente a norma l'attuale sede in Palazzo Farnese si dimostrò insuperabile, soprattutto per l'impossibilità di ampliare, per motivi strutturali e architettonici, i magazzini come necessario ed urgente. L'Amministrazione degli Archivi di Stato pertanto individuò parte di un prestigioso compendio del demanio storico-artistico per realizzare al più presto magazzini complementari e, in prospettiva, la nuova unica sede dell'Archivio di Stato di Piacenza. Fino ad oggi sono stati realizzati nel monastero nuovi magazzini per una capienza di cinque chilometri e mezzo ed è stato finanziato il loro completamento per una capienza totale ipotizzata di diciotto chilometri. Una volta allestiti anche gli altri ambienti (uffici, sala di studio, biblioteca, auditorium, sala espositiva, laboratori, prearchivio, ecc.) sarà possibile spostare l'intero istituto nella nuova sede.